# Interleukina 3
Interleukina 3, IL-3 (synonimy: MCGF, MULTI-CSF) – cytokina wydzielana przez limfocyty T, ale wpływająca nie na lokalne procesy zapalne, lecz na procesy hemopoezy. IL-3 pobudza powstawanie praktycznie wszystkich linii komórkowych krwi, chociaż może to czynić na wczesnych bądź późnych etapach rozwoju komórek. Pod względem działania bardzo przypomina czynnik stymulujący tworzenie kolonii granulocytów i makrofagów, zaś jeśli chodzi o wpływ na bazofile i eozynofile, jej działanie jest podobne do interleukiny 5. Podobieństwa te wynikają z faktu, że receptory dla czynnika stymulującego tworzenie kolonii granulocytów i makrofagówF, interleukiny 5 i interleukiny 3 posiadają tę samą podjednostkę biakową, wzbudzającą podobne szlaki sygnałowe.  W odróżnieniu od czynnika stymulującego tworzenie kolonii granulocytów i makrofagów, interleukina 3 nie bierze udziału w krwiotworzeniu u osób zdrowych, lecz jest wydzielana dopiero w trakcie procesu zapalnego, jej zadaniem jest więc pobudzenie produkcji krwinek podczas infekcji. Interleukina 3 u człowieka jest kodowana przez gen znajdujący się na chromosomie 5 w położeniu 5q31.1.